# Gielmiec
Gielmiec (ros. Гельмец) – wieś w Rosji, w Dagestanie, w rejonie rutulskim. W 2010 liczyła 609 mieszkańców, głównie Cachurów.